# Берестянка мала
Берестянка мала (Iduna caligata) — вид горобцеподібних птахів родини очеретянкових (Acrocephalidae). В Україні рідкісний залітний вид.

## Поширення
Птах гніздиться в Середній Азії, західній і центральній частині Росії, а зимує на півострові Індостан. Віддає перевагу відкритим місцям з чагарниками та іншою високою рослинністю.

## Опис
Дрібний птах, завдовжки близько 12 см. Оперення його верхніх частин світло-коричневе, а нижні частини білуваті, боки кремового кольору. Зовнішні пір'я хвоста мають бліді краї. Має коротку білувату надбрівну смужку і загострений дзьоб.